# Dodekaórton
Dodekaorton (griechisch Δωδεκάορτον; dodeka heorton = zwölf Feste) ist in der Orthodoxie die Bezeichnung für die zwölf Hauptfeste des christlichen Jahres.
Seit mittelbyzantinischer Zeit wurde versucht für den Bildkanon der Ikonen- und Monumentalmalerei eine bestimmte Zahl der Feste festzulegen. Möglicherweise in Anlehnung an die Zwölf Apostel, hat sich das Dodekaorton entwickelt. Dieser mehr oder weniger fixierte Festtagszyklus, bildete sich seit dem 10. Jahrhundert heraus, ist allerdings nicht verbindlich. Er umfasst die wichtigsten Herren- und Marienfeste des Kirchenjahres.
Bei einer Bilderwand gehört häufig die oberste Reihe den Festbildikonen, und in den Gewölben von orthodoxen Kirchen finden sich diese Feiertage abgebildet.
Festtagsikonen gelten als Höhepunkt der byzantinischen Ikonenmalerei.

## Feste
Nach einer Abhandlung des Joannes Mauropus aus der Mitte des 11. Jh. enthält die Zwölferreihe folgende Feste:
1. Verkündigung der Geburt Jesu an Maria durch den Engel Gabriel
2. Christi Geburt (Weihnachten)
3. Beschneidung des Herrn
4. Darstellung im Tempel
5. Taufe Christi durch Johannes den Täufer
6. Verklärung des Herrn
7. Auferweckung des Lazarus
8. Einzug in Jerusalem
9. Kreuzigung (Karfreitag)
10. Anastasis (Ostern)
11. Christi Himmelfahrt (39 Tage nach dem Ostersonntag)
12. Pfingsten (49 Tage nach Ostern)

Die Reihenfolge der Feste kann sich bei verschiedenen Medien unterscheiden. Bei Büchern, die in gottesdienstlichen Lesungen verwendet werden, richtet sich die Reihenfolge nach den Daten der Feste im Ablauf des Kirchenjahres. Bei den mehrszenigen Ikonen hingegen entspricht die Reihenfolge der historischen Abfolge.